# Yasumi Matsuno
Yasumi Matsuno (松野 泰己, Matsuno Yasumi, né le 24 octobre 1965) est un créateur japonais de jeux vidéo.
Tour à tour directeur, scénariste, game designer ou producteur, Yasumi Matsuno est surtout connu pour ses travaux au sein des sociétés Quest puis Square (devenu ensuite Square Enix) avec lesquelles il développe les licences Ogre et Final Fantasy. Il est notamment celui qui a imaginé le monde fantastique d'Ivalice, dans lequel prennent place plusieurs titres tels que Final Fantasy Tactics ou Final Fantasy XII.
Grâce à la très bonne réception publique et critique de ses jeux, Matsuno devient un créateur de renom dans l'industrie du jeu vidéo.

## Biographie

### Jeunesse
Yasumi Matsuno nait le 24 octobre 1965 dans la préfecture japonaise de Niigata. Étudiant, il se passionne pour le jeu de rôle médiéval-fantastique Donjons et Dragons[réf. souhaitée] et le groupe de rock britannique Queen, deux centres d'intérêt qui auront une influence certaine dans ses créations. À cette époque, il se passionne aussi pour le jeu vidéo et s'essaye à l'écriture avec notamment un roman de fantasy en huit parties qu'il intitule "Ogre Battle Saga"[réf. souhaitée]. Cette œuvre de jeunesse servira de base à l'ensemble de la série de jeux vidéo Ogre Battle qu'il développera par la suite.

### Travail chez Quest
Nouvellement diplômé en 1989, il entre dans la jeune entreprise Quest Corporation, qui développe des jeux pour le marché des consoles de jeux qui est en pleine expansion. Pour commencer il travaille à la planification et au script du jeu d'action Conquest of the Crystal Palace qui sort en 1990. 
Il commence par réaliser quelques jeux pour Quest avant de se lancer dans la série Ogre Battle en 1993, sur laquelle il est directeur, scénariste et planificateur. 

### Travail chez Square
En 1995, Matsuno, après avoir fini Tactics Ogre: Let Us Cling Together, répond à une offre d'emploi publiée par Squaresoft. Matsuno rejoint Square en compagnie de ses collaborateurs Akihiko Yoshida et Hiroshi Minagawa pour travailler sur une idée d'Hironobu Sakaguchi, un tactical RPG basé sur les codes de Final Fantasy. Il abandonne donc la série Ogre Battle qui appartient à Quest et travaille au développement de Final Fantasy Tactics. Il rédige le scénario et dirige la création du projet sous la tutelle de Sakaguchi qui tient la place de producteur. Mais contrairement à Tactics Ogre: Let Us Cling Together, il revient à un schéma narratif plus traditionnel voulu par Sakaguchi. Le jeu sort en juin 1997 au Japon et connait un fort succès avec 1,35 million d'unités vendues. La version nord-américaine suit en janvier 1998 et s'écoule à 950.000 copies,.
Après ce projet, Sakaguchi le charge de produire un jeu novateur, lui laissant beaucoup de liberté dans la création. Il est alors très content de pouvoir s'essayer à de nouvelles choses. Avec ses collaborateurs, il construit un nouvel univers inspiré par le Moyen Âge européen et rédige un scénario qui se concentre une fois de plus sur des intrigues politiques. L'équipe ne cherche pas à produire un jeu qui soit directement inspiré d'un genre et construit ainsi un titre très singulier. Intéressé par les photos d'un employé de Square qui revient de Saint-Émilion (en France), il s'y rend avec quatre collaborateurs en septembre 1998 et s'inspire de l'architecture de la cité pour créer la ville de Leamundis, théâtre des évènements de son projet, Vagrant Story. Le jeu s'apparente à un jeu de rôle incluant des mécanismes de jeu de puzzle, de jeu de plate-forme ou de jeu de rythme, néanmoins il ne propose pas d'interactions avec les PNJs, utilise un système d'armement novateur basé sur un système de forge et se déroule dans un espace fermé. Avec son équipe d'environ trente-cinq personnes, il achève ce projet en 2000,,.
En 2001 lui est confié la réalisation de Final Fantasy XII avec son équipe de développement.
En 2005, Yasumi Matsuno annonce son retrait du développement de Final Fantasy XII pour des raisons médicales. Hiroyuki Ito et Hiroshi Minagawa lui succèdent au rang de directeur.

## Liste de jeux
- 1990 : Conquest of the Crystal Palace, script[1]
- 1993 : Ogre Battle: The March of the Black Queen, directeur, planificateur, scénariste, game design
- 1995 : Tactics Ogre: Let Us Cling Together, directeur, scénariste, game design
- 1997 : Final Fantasy Tactics, directeur, scénariste[9]
- 2000 : Vagrant Story, producteur, directeur, scénariste, battle design[10]
- 2003 : Final Fantasy Tactics Advance, producteur, idée originale[11]
- 2006 : Final Fantasy XII, concept original, scénario original, superviseur[12]
- 2009 : MadWorld, scénariste[13].
- 2010 : "Tactics Ogre : Let Us Cling Together/Wheel of Fate", game designer & scénariste
- 2012 : "Guild01", compilation de 5 jeux de cinq game-designers différents dont Crimson Shroud, écrit et conçu par Yasumi Matsuno